# Huajian Gao

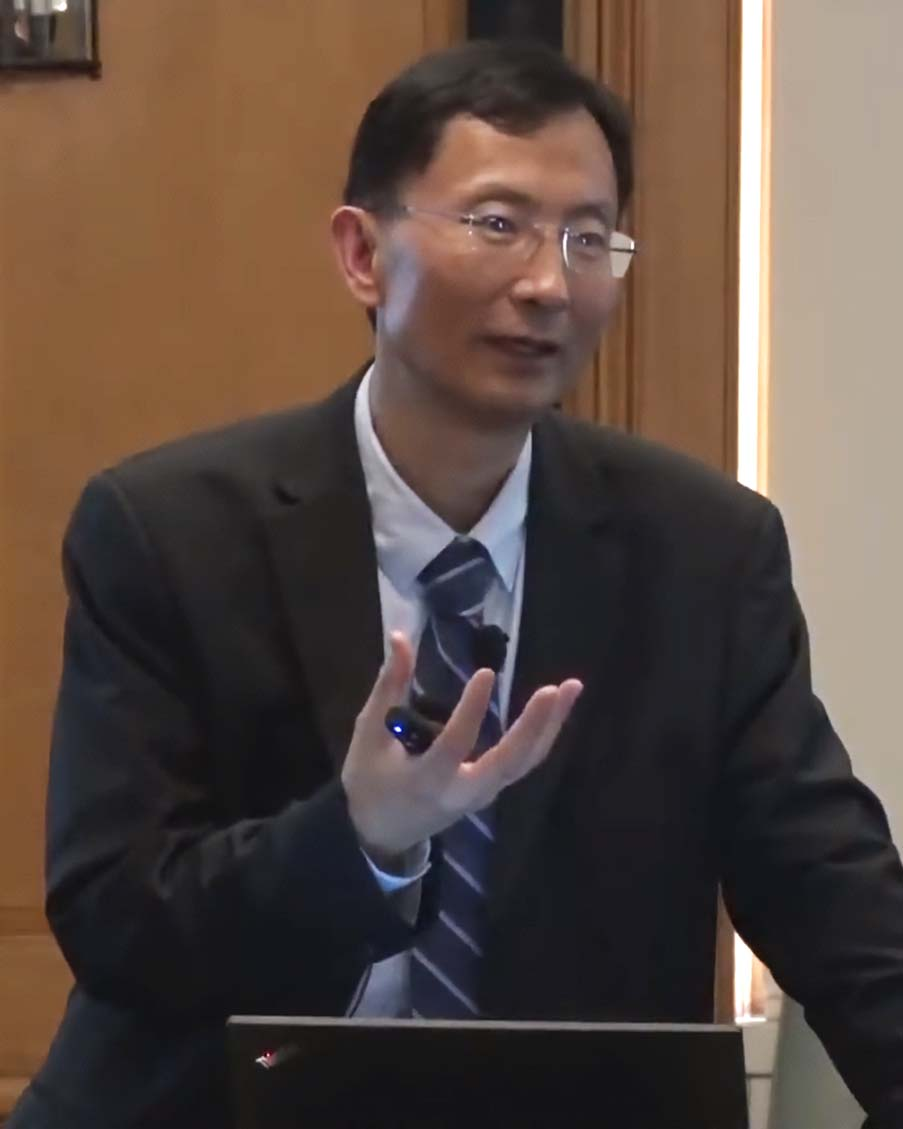
Huajian Gao

Huajian Gao  (* 7. Dezember 1963 in Chengdu) ist ein US-amerikanischer Ingenieurwissenschaftler für Mechanik.
Gao studierte Mechanik an der Jiaotong-Universität Xi’an mit dem Bachelor-Abschluss und an der Harvard University mit dem Master-Abschluss 1984 und der Promotion 1988 bei James R. Rice. Danach war er Assistant Professor, ab 1994 Associate Professor und ab 2000 Professor an der Stanford University. Ab 2001 war er Direktor am Max-Planck-Institut für Metallforschung in Stuttgart (und in dieser Zeit auch Honorarprofessor an der Universität Stuttgart) und ab 2006 Professor an der Brown University.
Er befasst sich mit Bruchmechanik, Mechanik dünner Filme und hierarchisch strukturierter Materialien, Mechanik nanostrukturierter und nanokristalliner Materialien (zum Beispiel Halbleiter), Zell-Adhäsion und Mechanik der Wechselwirkung von Zellen und Nanomaterialien.
Er ist Herausgeber des Journal of the Mechanics and Physics of Solids. 1995/96 war er Gastwissenschaftler in Cambridge, 1996 in Paderborn und Hongkong (University of Science and Technology) und er war Gastprofessor an der Tsinghua-Universität, am Institute of High Performance Computing in Singapur, in Stanford, an der Universität Hongkong und der Jiaotong-Universität Xi’an.
2005 erhielt er den Wissenschaftspreis: Forschung zwischen Grundlagen und Anwendungen und 2012 den Rodney Hill Prize in Solid Mechanics. Er war Guggenheim Fellow und erhielt 2012 einen Humboldt-Forschungspreis, mit dem er an der Universität Heidelberg war. Für 2021 wurde Gao die Timoschenko-Medaille zugesprochen. 
2003 wurde Gao Fellow der American Society of Mechanical Engineers, 2004 Fellow des Institute of Physics. 2012 wurde er zum Mitglied der National Academy of Engineering gewählt, 2015 zum auswärtigen Mitglied der Chinesischen Akademie der Wissenschaften, 2017 zum Mitglied der Deutschen Akademie der Naturforscher Leopoldina, 2018 zum Mitglied der National Academy of Sciences, 2018 zum auswärtigen Mitglied der Academia Europaea, 2019 zum Mitglied der American Academy of Arts and Sciences und 2023 zum Mitglied der Royal Society. 2017 wurde er Honorary Fellow des International Congress on Fracture (ICF).
Er ist US-amerikanischer Staatsbürger.